# (9385) Avignon
Pour les articles homonymes, voir Avignon (homonymie).
(9385) Avignon est un astéroïde de la ceinture principale.

## Description
(9385) Avignon est un astéroïde de la ceinture principale. Il fut découvert par Eric Walter Elst le 9 octobre 1993 à l'observatoire de La Silla. Il présente une orbite caractérisée par un demi-grand axe de 3,148 UA, une excentricité de 0,249 et une inclinaison de 14,473° par rapport à l'écliptique.
Il fut nommé en l'honneur de la ville d'Avignon.

## Compléments